# Ephippigerida saussuriana
Ephippigerida saussuriana är en insektsart som först beskrevs av Bolívar, I. 1878.  Ephippigerida saussuriana ingår i släktet Ephippigerida och familjen vårtbitare. Inga underarter finns listade i Catalogue of Life.